# Friedrich Georg Leonhard Schrödter
Friedrich Georg Leonhard Schrödter (auch Georg Leonhard Schrödter; * 20. Mai 1786 in Gotha; † 29. Januar 1862 in Georgenthal) war ein deutscher Oberforstmeister.

## Leben
Schrödter war Sohn eines Wildmeisters. Er absolvierte das Gymnasium Gotha, bevor er, dem Wunsch des Vaters entsprechend, das Studium der Rechtswissenschaften an der Universität Jena aufnahm. Unter Zuspruch des Herzogs Ernst II. von Sachsen-Gotha-Altenburg wurde ihm der Wechsel ins Forstfach ermöglicht, das er anschließend bis 1806 an der Forstakademie Dreißigacker absolvierte. Der Herzog ernannte ihn am 8. Juli 1805, noch während seines Studiums, zum „Forstconducteur“. Ab dem 11. Juni 1807 wurde er im Forstamt des Amtes Tenneberg eingesetzt.
Schrödter wurde am 16. Juni 1809 als Forstsubstitut cum spe succedendi nach Georgenthal versetzt. Dort blieb er bis an sein Lebensende. Am 28. August 1812 erhielt er die Ernennung zum Revierförster der Försterei Georgenthal, bevor er am 20. Februar 1829 Oberförster wurde und aufgrund seiner Leistungen zugleich Assistent des Georgenthaler Oberforstmeisters von Trott wurde. In diesem Jahr wirkte er an der Neuorganisation des Forstwesens im Herzogtum mit. Die Ernennung zum Wildmeister erfolgte am 26. September 1836, während er stimmberechtigtes Mitglied des Forstamts in Georgenthal wurde. Am 1. April 1848 stieg er zum Forstmeister auf, wobei er zeitweise zusätzlich das Forstamt Tenneberg vertreten musste, und am 2. Januar 1853 wurde er zum Oberforstmeister. Daneben wurde er am 14. März 1856 zum forsttechnischen Beirat des herzoglichen Staatsministeriums berufen. Sein 1860 eingereichtes Gesuch in den Ruhestand versetzt zu werden, wurde abgelehnt, da seine Expertise weiter gebraucht wurde.
Schrödter machte sich einerseits um die Organisation der Forstwirtschaft im Herzogtum verdient. Andererseits bemühte er sich um eine geordnete, planmäßige Forstwirtschaft in seinem Forstamt sowie um die Aufforstung, die den Holzertrag steigern konnte. Mit Friedrich Georg Leonhard Salzmann (1792–1855) entwickelte er ein detailliertes Forsttaxationsverfahren. Außerdem gab er ein Taschenbuch für die Forstbeamten des Herzogtums Gotha heraus, das Angaben über die wichtigsten Höhenpunkte, Forstflächenverhältnisse, Reduktionstafeln, Holztaxen, Haulohntarife, Kreisflächentafeln, Kubiktabellen und Notizen über statische und statistische Verhältnisse sowie Kosten verschiedener Waldarbeiten enthielt.
Sein Sohn Fritz Schrödter wurde ebenfalls Förster.

## Ehrungen
- 1851 Verdienstkreuz des Herzoglich Sachsen-Ernestinischen Hausordens
- 1855 Offizierkreuz des königlich belgischen Leopoldsordens
- 1857 Komturkreuz II. Klasse des Herzoglich Sachsen-Ernestinischen Hausordens
- 1857 Ehrendoktorwürde (Dr. phil. h.c.) der Universität Jena